# Look Pleasant, Please
Look Pleasant, Please er en amerikansk stumfilm fra 1918 af Alfred J. Goulding.

## Medvirkende
- Harold Lloyd
- Snub Pollard
- Bebe Daniels
- William Blaisdell
- Sammy Brooks
- Lige Conley
- Billy Fay
- William Gillespie
- Lew Harvey
- Gus Leonard
- James Parrott
- Dorothea Wolbert